# Volta a Portugal de 1970
A 33ª edição da Volta a Portugal em Bicicleta ("Volta 70") decorreu entre os dias 25 de Julho a 8 de Agosto de 1970. Composta por 24 etapas.

## Equipas
Participaram 72 ciclistas de 8 equipas:
- Ambar
- Benfica1
- Caloi
- Coelima
- FC Porto
- Gin. Tavira
- Sangalhos
- Sporting-GazCidla

Houve ainda um ciclista a correr em nome individual (com camisola da equipa Fagor).
1 A equipa desistiu antes da 8ª etapa após ter surgido a notícia de que as análises anti-doping do seu chefe-de-fila (Fernando Mendes) haviam acusado positivo.

## Etapas
| nº        | Data        | Etapa                                          | km    | Vencedor da etapa                     | Camisola Amarela                      |
| 1ª etapa  | 25 de Julho | Pista das Antas (C/R por equipas)              | 9     | Emiliano Dionísio (Sporting-GazCidla) | Emiliano Dionísio (Sporting-GazCidla) |
| 2ª etapa  | 26 de Julho | Porto - Guimarães                              | 93    | José Pereira (Coelima)                | Fernando Mendes (Benfica)             |
| 3ª etapa  | 26 de Julho | Circuito de Vila do Conde                      | 60    | Régis Delépine (Sporting-GazCidla)    | Fernando Mendes (Benfica)             |
| 4ª etapa  | 27 de Julho | Vila do Conde - Carvalhelhos                   | 182   | Paulino Domingos (Ambar)              | Fernando Mendes (Benfica)             |
| 5ª etapa  | 28 de Julho | Carvalhelhos - Vila Real                       | 147   | Joaquim Santiago (Sangalhos)          | Fernando Mendes (Benfica)             |
| 6ª etapa  | 28 de Julho | Circuito de Vila Real (Perseguição individual) | 6,925 | Joaquim Andrade (Sangalhos)           | Joaquim Agostinho (Sporting-GazCidla) |
| 7ª etapa  | 29 de Julho | Vila Real - Porto                              | 116   | Manuel Mestre (Gin. Tavira)           | Joaquim Agostinho (Sporting-GazCidla) |
| 8ª etapa  | 29 de Julho | Pista das Antas (C/R por equipas)              | 9     | Emiliano Dionísio (Sporting-GazCidla) | Joaquim Agostinho (Sporting-GazCidla) |
| 9ª etapa  | 30 de Julho | Porto - Aveiro (Metalúrgica Casal)             | 88    | Régis Delépine (Sporting-GazCidla)    | Joaquim Agostinho (Sporting-GazCidla) |
| 10ª etapa | 30 de Julho | Pista de Sangalhos (Perseguição individual)    | 2     | Emiliano Dionísio (Sporting-GazCidla) | Joaquim Agostinho (Sporting-GazCidla) |
| 11ª etapa | 31 de Julho | Curia - Caldas da Rainha                       | 164   | Régis Delépine (Sporting-GazCidla)    | Joaquim Agostinho (Sporting-GazCidla) |
| 12ª etapa | 1 de Agosto | Caldas da Rainha - Lisboa                      | 101   | Joaquim Agostinho (Sporting-GazCidla) | Joaquim Agostinho (Sporting-GazCidla) |
| 13ª etapa | 1 de Agosto | Pista de Alvalade (Perseguição individual)     | 9     | Régis Delépine (Sporting-GazCidla)    | Joaquim Agostinho (Sporting-GazCidla) |
| 14ª etapa | 2 de Agosto | Lisboa - Fontainhas do Mar                     | 160   | Leonel Miranda (Sporting-GazCidla)    | Joaquim Agostinho (Sporting-GazCidla) |
| 15ª etapa | 3 de Agosto | Santiago de Cacém - Torralta                   | 151   | Henrique Silva (Ambar)                | Joaquim Agostinho (Sporting-GazCidla) |
| 16ª etapa | 4 de Agosto | Torralta - Tavira                              | 124   | José Madeira (Gin. Tavira)            | Joaquim Agostinho (Sporting-GazCidla) |
| 17ª etapa | 4 de Agosto | Pista de Tavira (Perseguição individual)       | 8,4   | Hubert Niel (FC Porto)                | Joaquim Agostinho (Sporting-GazCidla) |
| 18ª etapa | 5 de Agosto | Tavira - Montemor-o-Novo                       | 238   | Paulino Domingos (Ambar)              | Joaquim Agostinho (Sporting-GazCidla) |
| 19ª etapa | 6 de Agosto | Montemor-o-Novo - Alcains                      | 204   | Joaquim Santiago (Sangalhos)          | Joaquim Agostinho (Sporting-GazCidla) |
| 20ª etapa | 7 de Agosto | Alcains - Covilhã                              | 59    | Joaquim Agostinho (Sporting-GazCidla) | Joaquim Agostinho (Sporting-GazCidla) |
| 21ª etapa | 7 de Agosto | Covilhã - Penhas da Saúde (C/R individual)     | 10,5  | Joaquim Agostinho (Sporting-GazCidla) | Joaquim Agostinho (Sporting-GazCidla) |
| 22ª etapa | 8 de Agosto | Castelo Branco - Abrantes                      | 170   | Saúl Alcantara (Caloi)                | Joaquim Agostinho (Sporting-GazCidla) |
| 23ª etapa | 9 de Agosto | Abrantes - Cartaxo                             | 91    | Leonel Miranda (Sporting-GazCidla)    | Joaquim Agostinho (Sporting-GazCidla) |
| 24ª etapa | 9 de Agosto | Vila Franca de Xira - Lisboa (C/R individual)  | 35    | Joaquim Agostinho (Sporting-GazCidla) | Joaquim Agostinho (Sporting-GazCidla) |
|           |             | Total de Km.                                   | 2.294 |                                       |                                       |

## Classificações Finais

### Geral individual
| Lugar | Nome               | Nacionalidade | Equipa            | Tempo       |
| 01º   | Joaquim Agostinho  | Portugal      | Sporting-GazCidla | 59h 04' 39" |
| 02º   | Firmino Bernardino | Portugal      | Sporting-GazCidla | + 7' 01"    |
| 03º   | José Florêncio     | Espanha       | Coelima           | + 9' 56"    |
| 04º   | José Pereira       | Portugal      | Coelima           | + 11' 17"   |
| 05º   | Leonel Miranda     | Portugal      | Sporting-GazCidla | + 12' 26    |
| 06º   | Joaquim Leão       | Portugal      | FC Porto          | + 13' 06"   |
| 07º   | Mário Silva        | Portugal      | FC Porto          | + 13' 37"   |
| 08º   | José Azevedo       | Portugal      | FC Porto          | + 14' 16"   |
| 09º   | Hubert Niel        | França        | FC Porto          | + 14' 30"   |
| 10º   | Joaquim Andrade    | Portugal      | Sangalhos         | + 15' 41"   |

### Equipas
| Lugar | Equipa            | Tempo        |
| 1º    | Sporting-GazCidla | 177h 31' 45" |
| 2º    | Coelima           | + 17' 17"    |
| 3º    | FC Porto          | + 17' 55"    |

### Pontos
| Lugar | Ciclista           | Equipa            | Pontos |
| 1º    | Leonel Miranda     | Sporting-GazCidla | 71     |
| 2º    | Joaquim Agostinho  | Sporting-GazCidla | 63     |
| 3º    | Firmino Bernardino | Sporting-GazCidla | 37     |

### Montanha
| Lugar | Ciclista           | Equipa            | Pontos |
| 1º    | Firmino Bernandino | Sporting-GazCidla | 31     |
| 2º    | Joaquim Andrade    | Sangalhos         | 28     |
| 3º    | Joaquim Agostinho  | Sporting-GazCidla | 26     |

## Ciclistas
Partiram: 72; Desistiram: 45; Terminaram: 27.
Media: 37,864 Km/h